# Train d'artillerie de la Garde impériale
Le train d'artillerie de la Garde impériale fait partie des unités mises en place par Napoléon Ier au sein de sa Grande Armée. Grande innovation, cette unité permet de rapidement procéder au transports des pièces d'artillerie d'un lieu à un autre que ce soit en campagne ou sur le champ de bataille même. La Garde impériale, avec l'importance croissante de son artillerie, doit rapidement être dotée de ce corps d'élite et dès 1800, elle peut bénéficier d'un service du train. Le Premier Empire donne l'occasion à Napoléon de doter cette nouvelle arme du train d'artillerie d'une véritable ossature et l'unité de la Garde impériale est alors mise au premier plan.

## Origine

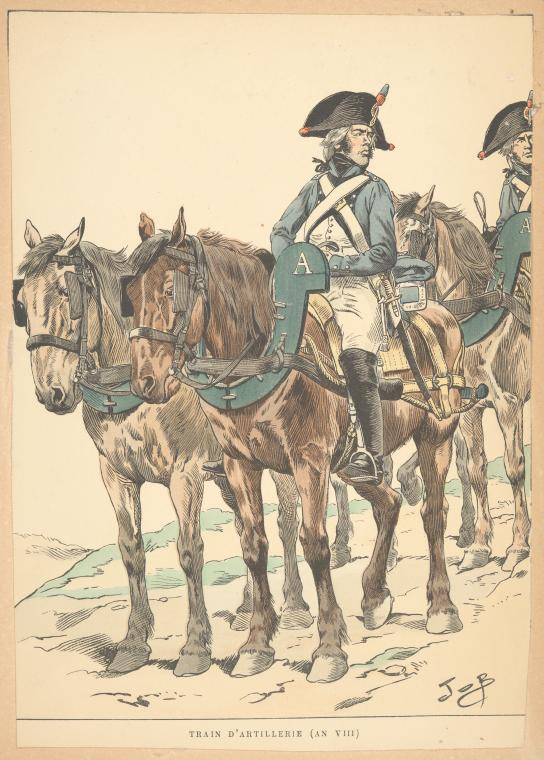
Le train d'artillerie dans les premiers mois du Consulat : la Garde a alors reçu une compagnie de la Ligne.

Durant les guerres de la Révolution française, l'artillerie française a souvent été handicapée par un service des transports défectueux puisqu'il est régi par des entreprises privées civiles. Il s'agit alors d'entreprises de charretiers. Bonaparte décide d'y remédier sachant, le premier, l'importance du transport rapide de l'artillerie. Dès 1800 et la seconde campagne d'Italie, l’artillerie de la Garde consulaire se voit donc adjoindre une compagnie du train d'artillerie de même que dans les régiments d'artillerie de ligne. En 1804, trois autres compagnies viennent s'adjoindre et font alors la campagne de 1805 en Autriche. Toutefois, cette unité ne devient permanente et fonctionnelle qu'en 1806 puisque le 15 avril de cette année, deux compagnies viennent s'ajouter aux quatre précédentes pour former le bataillon du train d'artillerie de la Garde impériale. L'unité compte alors six compagnies et 12 trompettes.

## Histoire de l’unité

### Organisation
Dès 1808, un second bataillon est créé ce qui fait naître une distinction entre le bataillon principal et un bataillon bis. Pour la campagne de 1813, il est décidé, le 10 février puis le 6 avril, de diviser le train d'artillerie de la Garde en deux régiments distincts : l'un pour l'artillerie de la Vieille Garde, le second pour celle de la Jeune Garde : les deux bataillons deviennent régiments. L'organisation d'un régiment comprend alors 24 trompettes dont un brigadier-trompette ce qui montre la montée en puissance de cette unité. À la suite de l'abdication de Napoléon en avril 1814, les deux régiments sont dissous mais le train d'artillerie de la Garde retrouve vie sous les Cent-Jours puisqu'un escadron du train est mis sur pied en 1815.

### Au combat

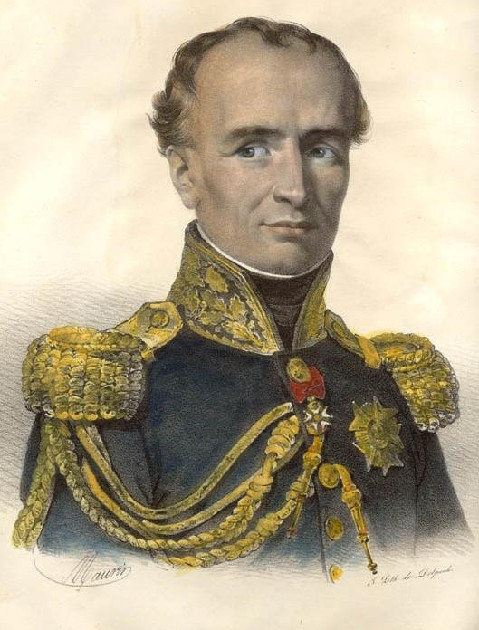
Le général Drouot, le héros de Hanau, sait obtenir le meilleur de ses artilleurs et conducteurs du train durant cette bataille.

Le train de la Garde est constamment à la suite de l’artillerie de cette dernière ce qui lui permet de prendre part aux campagnes de 1805 à 1807 contre les Coalisés. Dès 1808, les affrontements vont se faire plus violents et le train est davantage mis à contribution avec de nombreuses pertes dans les combats. Son parcours peut être suivi grâce aux pertes en officiers. En mai 1808, un détachement du bataillon bis accompagne le général Dupont en Andalousie ; il participe au combat d'Andujar le 16 juillet 1808 (un officier blessé) puis au désastre de Bailén les 19 et 20 juillet 1808 où le détachement perd deux officiers blessés mortellement, quatre blessés et un officier qui périt sur les pontons anglais en 1810. Le détachement du bataillon bis continue malgré cela à opérer en Espagne puisqu'un officier est de nouveau blessé lors du siège de Saragosse en février 1809. Pendant ce temps, le bataillon principal, ainsi que le reste du bataillon bis, accompagnent Napoléon lors de la campagne d'Autriche et sont présents lors du gigantesque affrontement de Wagram les 5 et 6 juillet 1809. Les conducteurs sont particulièrement sollicités lors de la mise en place de la grande batterie de Drouot en milieu de journée ; ils contribuent ainsi au succès de la journée mais au prix de trois officiers blessés dont l'un mortellement au bataillon principal et quatre officiers blessés dont l'un mortellement au bataillon bis. L'année 1811 voit le bataillon principal partir à son tour en Espagne au sein des divisions de la Garde impériale chargées de sécuriser les provinces du nord de l'Espagne ; la lutte permanente contre les bandes armées et les guérilleros est très éprouvante. En octobre 1811, le chirurgien-major Héry est blessé près de Valladolid tandis qu'un sous-lieutenant est blessé lors de l'attaque de son convoi de munitions en février 1812.
Pour la campagne de Russie, les deux bataillons sont mis au complet et participent activement aux grands combats de la campagne : La Moskova où le bataillon principal perd trois officiers et le bataillon bis, deux mais aussi la sanglante bataille de Maloyaroslavets le 24 octobre 1812, où leurs efforts pour soutenir les attaques du prince Eugène se soldent par la perte de deux officiers (principal et bis) ; un officier du bataillon principal est également blessé lors de la bataille de Krasnoï le 17 novembre 1812, où la Garde passe sur le corps de la petite armée du général Miloradovitch, puis encore deux autres officiers blessés lors de la traversée des ponts sur la Bérézina les 27 et 28 novembre 1812. Le bataillon bis s'étant disloqué, le bataillon principal perd encore trois officiers dont deux morts lors de la retraite entre Vilna et le Niémen. Lors de la réorganisation du printemps 1813, le train d'artillerie est sérieusement augmenté et peut participer avec efficacité aux premières batailles de la campagne, à savoir Lützen le 2 mai 1813 (quatre officiers blessés au 1er régiment et deux au second) et Bautzen (quatre officiers blessés au 1er régiment et deux au second). Les fonctions de ces hommes étaient aussi le convoi des équipages et parfois les partisans coalisés surprenaient ces convois comme le 29 mai 1813 (un officier blessé). Au retour de l'armistice d'été, les combats reprennent avec grande violence et les hommes du train prennent part à la bataille de Dresde les 26 et 27 août 1813, où les deux régiments perdent deux officiers tués et sept blessés, puis lors de la fameuse « bataille des Nations » où ils jouent un rôle important en alimentant les batteries de la Garde qui écrasent le centre coalisé au sud du champ de bataille. Ils paient cependant un lourd tribut avec plus de 10 officiers blessés.
Ils interviennent encore à Hanau les 30 et 31 octobre 1813 en secourant les batteries de la Garde assaillies par les cavaliers austro-bavarois (un officier blessé). L'organisation perd de son liant et les détachements traversent l'Allemagne en essayant de rentrer en France ; ainsi, un officier est blessé devant la forteresse de Mayence le 10 novembre 1813. Pour la campagne de 1814 qui s'ouvre, le train de la Garde agit, comme l'artillerie, en petites unités, soutenant telles ou telles unités de la Garde que ce soit des divisions de cavalerie comme d'infanterie. On retrouve ainsi les hommes du Train dans un combat près de Sézanne le 5 février 1814 (deux officiers du 2e régiment blessés), à Montmirail le 11 février 1814 (un officier blessé au 1er régiment), à Laon les 9 et 10 mars 1814 (un officier blessé au 2e régiment), à Arcis-sur-Aube les 20 et 21 mars (un officier blessé au 2e régiment) et enfin lors de la bataille de Paris le 30 mars 1814 (un officier blessé au 1er régiment et deux au second). Parallèlement, un détachement du 1er régiment accompagne les divisions de Jeune Garde sous les ordres du général Maison en Belgique et participent au combat victorieux de Courtrai le 31 mars 1814 (un officier blessé).
Un dernier baroud d'honneur s'accomplit en juin 1815 avec la participation d'un escadron du train à la campagne de Belgique ; un officier est blessé lors de l'ultime affrontement qu'a à soutenir la Garde impériale durant la bataille de Waterloo le 18 juin 1815.

## Uniformes

### L'habit

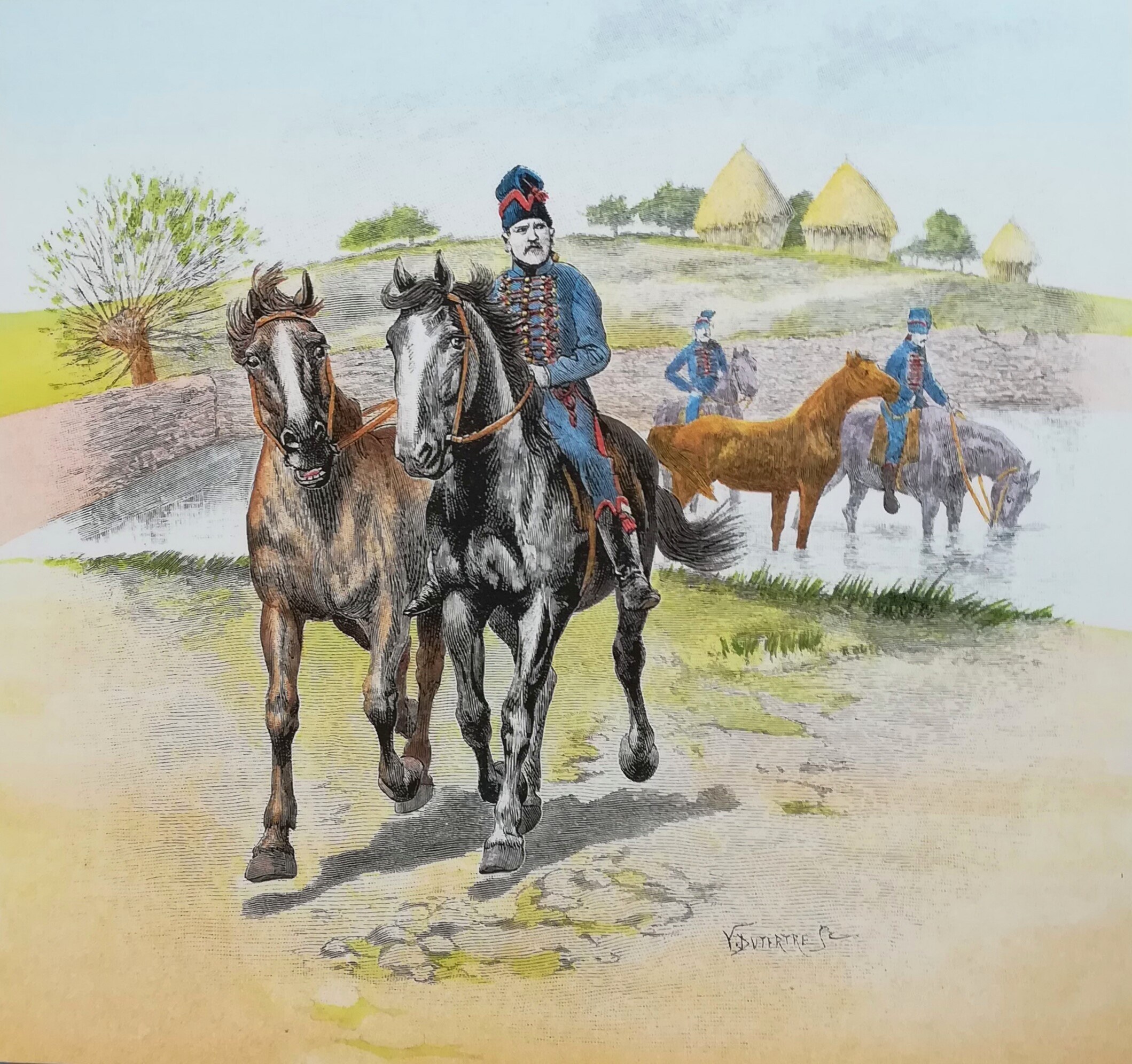
Artilleurs du train de la Garde impériale en tenue de travail. Illustration de Job.

Le premier uniforme de l'unité sous la période consulaire et qui restera quasiment inchangé sous l'Empire était composé :
- D'un habit-veste à la chasseur gris de fer avec le collet, le revers et les parements bleu foncé passepoilés d'écarlate. Les retroussis sont ornés de grenades écarlates, les épaulettes sont à tournants gris de fer et les boutons sont blancs.
- D'une culotte de peau jaune et de bottes cavalières « à la française ».
- D'un chapeau à plumet écarlate, passants et ganses blancs.

Les changements qui interviennent sous l’Empire sont les suivants : 
- Le chapeau est remplacé en 1809 par le shako. Portant une plaque de cuivre avec un grand aigle couronné, il est garni d'un galon et d'un cordon natté par deux raquettes de laine rouge. Le plumet reste rouge. Du cuivre se trouve dans les chaînons de la jugulaire et cercle la visière.
- La culotte devient une culotte à la hongroise gris de fer comme l'habit avec une tresse de nœuds hongrois et une bande écarlate sur le côté. Un pantalon de peau était également possible pour certains travaux. Les bottes deviennent « à la russe ».

L'unique différence entre les premiers et second régiments se joue, à partir de 1813, dans l'absence, pour le 2e régiment, de tresses rouges sur la culotte.

### L'armement
Aux premiers temps de l'unité, sous le Consulat, les conducteurs sont armés du sabre briquet d'infanterie qui n'est pas une arme très efficace. Sous le Premier Empire, les conducteurs gardent le sabre briquet du modèle de celui des grenadiers à pied de la Garde impériale mais les sous-officiers et officiers sont, quant à eux, armés du sabre de cavalerie légère modèle An XI.

### L'équipement du cheval
Le harnachement principal est composé d'une demi-chabraque en peau de mouton avec des festons du même gris que l'uniforme et d'une housse de selle avec un galon blanc liserant une housse de la même couleur que l'habit-veste.

## Postérité
Dans le livre collectif sur la Vieille Garde impériale publié par la maison Mame en 1921 et illustré par Job, le romancier et historien Jules Mazé rend ainsi hommage aux hommes du train d'artillerie de la Garde impériale : « derrière lui, la mitraille pleuvait, hachant les canonniers, blessant les monstres de bronze dont les hoquets formidables faisaient trembler le sol. Et souvent, la mort frôlait cette statue dressé sur un volcan. L'homme ne bougeait pas; on l'eût dit pétri de la même matière que le canon dont il avait la garde. […] Parfois, dans la fureur des batailles, on vit les statues s'animer. […] Ils pivotèrent alors dans la fumée, et, pareils à des fauves défendant leurs petits en danger, ils bondirent sur les cavaliers qui menaçaient leurs canons. Quand ils frappèrent, ces hommes rudes frappèrent rudement; dans une mêlée, ils mettaient de l'écrasement: ils ne tuaient pas, ils broyaient ».